# II. Péter szicíliai király
II. Péter (Catania, Szicília, 1304/05. július 24. – Calascibetta, Szicília, 1342. augusztus 15.), szicíliai olaszul: Petru II di Sicilia, katalánul: Pere II de Sicília, olaszul: Pietro di Sicilia, Szicília királya. A Barcelonai-ház szicíliai királyi ágának a tagja. Anyja révén V. István magyar király dédunokája. I. (Pfalzi) Rupert (1352–1410) német király anyai nagyapja.

## Élete
Apja II. Frigyes szicíliai (trinacriai) király, III. Péter aragón királynak és I. Péter néven szicíliai királynak, valamint Hohenstaufen Konstancia szicíliai királyi hercegnőnek, I. (Hohenstaufen) Manfréd (1232–1266) szicíliai király és Beatrix savoyai hercegnő lányának volt a fia. Anyja Anjou Eleonóra nápolyi (szicíliai) királyi hercegnő, II. Károly szicíliai (nápolyi) királynak és Árpád-házi Mária magyar királyi hercegnőnek, V. István magyar király és Kun Erzsébet lányának a lánya.
II. Frigyes 1314. június 2-án a szicíliai parlamenttel elfogadtatta az új trónöröklési törvényt, mely szerint Frigyes és Eleonóra elsőszülött fia, Péter szicíliai királyi herceg fogja örökölni a királyságot, mely 1314. augusztus 9-én újra a Szicíliai Királyság nevet vette fel.
II. Frigyes ezen intézkedései az 1302. augusztus 29-én a nápolyi székhelyű Szicíliai Királysággal megkötött caltabellottai béke rendelkezéseit tették semmissé, melynek értelmében Péter apja, II. Frigyes csak a saját élete tartamáig uralkodhatna Szicília szigete felett, melyet feleségének, Péter anyjának, Eleonórának a hozományaként igazgathat, de Frigyes halála után a sziget visszaszáll az Anjou-házra, és a két Szicília egy uralkodó alatt egyesül, Szicíliát a gyermekei nem örökölhetik. A béke-megállapodásban még azt is kikötötték, hogy II. Frigyes Szicília sziget uralkodójaként a Trinacria királya címet viseli, a Szicília királya cím pedig a nápolyi központú országrészt illeti. Kikötötték még, hogy Eleonóra és II. Frigyes leendő fiai, így Péter is új királyságokat kapnak majd, vagy pénzbeli kárpótlásban részesülnek Szicília öröksége helyett.
II. Frigyes biztosra ment, ezért 1321. április 18-án Péter trónörököst társuralkodóvá nevezte ki, megtette királyi helytartóvá (fővikáriussá), majd másnap, 1321. április 19-én Szicília királyává koronáztatta II. Péter néven, annak ellenére, hogy XXII. János pápa kiközösítette Péter apját.
II. Péter ifjabb szicíliai király 1322. április 23-án Cataniában feleségül vette Görzi Erzsébet karintiai hercegnőt, II. Ottó karintiai herceg és Piast Eufémia liegnitzi hercegnő leányát. Görzi Erzsébet apja, II. Ottó Bajor Erzsébet német, szicíliai és jeruzsálemi királynénak, IV. Konrád német király özvegyének volt a fia annak második házasságából II. Menyhért karintiai herceggel. Péter feleségénak anyja, Piast Eufémia Boldog Jolán lengyel hercegnének, IV. Béla magyar király lányának volt az anyai unokája, valamint Piast Erzsébet magyar királynénak az elsőfokú unokatestvére.
A szicíliai királyi család számára fontos volt, hogy Péter felesége egykori királynéjuknak, IV. Konrád feleségének, Bajor Erzsébetnek volt az unokája. Ezzel akarták legitimizálni uralmukat Szicília felett. Péter királyi rangban fővikáriusi pozíciót töltött be apja, II. Frigyes szicíliai király haláláig, így felesége is rögtön elnyerte a királynéi címet, bár tényleges uralkodók férjével csak apósa halálával, 1337-ben lettek. Férje halála után régensi tisztet töltött be kiskorú fia, Lajos nevében.
II. Péter 1342. augusztus 15-én Calascibetta városában halt meg, és a Palermói Székesegyházban nyugszik.

## Gyermekei
- Feleségétől, Görzi Erzsébet (1298–1352) karintiai hercegnőtől, szicíliai régens királynétól: (1342–1352), 10 gyermek:
  - Frigyes (–1324)
  - Konstancia (1324 körül–1355) szicíliai régensnő: (1352–1354), nem ment férjhez
  - Eleonóra (1325–1375), férje IV. Péter aragóniai király (1319–1387), 4 gyermek, többek között:
    - Idős Márton (1356–1410), II. Márton néven szicíliai király: (1409–1410), 1. felesége I. Mária lunai grófnő (1356–1406), 4 gyermek, 2. felesége Prades Margit entençai bárónő (1388–1429), gyermekek nem születtek, 1. házasságából többek között:
      - (1. házasságából): Ifjú Márton (1374/75/76–1409), I. Márton néven szicíliai király: (1392–1409), 1. felesége I. Mária királynő (1363–1401), l. lent, 1 fiú, 2. felesége Évreux-i Blanka (1387–1441) navarrai infánsnő, szicíliai régensnő: (1408–1415),  1425-től I. Blanka néven Navarra királynője, 1 fiú+2 természetes (fattyú), de törvényesített gyermek:
        - (2. házasságából): Legifjabb Márton (1406–1407) szicíliai trónörökös: (1406–1407)
        - (Tarsia Rizzari úrnővel folytatott viszonyból): Frigyes (1400/03–1438), Luna grófja, aragón és szicíliai trónkövetelő: (1410–1412)

    - Eleonóra (1358–1382), férje I. János kasztíliai király (1358–1390), 3 gyermek, többek között:
      - Antequerai Ferdinánd (1380–1416) kasztíliai régens, aragón és szicíliai trónkövetelő: (1410–1412), I. Ferdinánd néven aragón és szicíliai király: (1412–1416)

  - Beatrix (1326–1365), férje II. Rupert rajnai palotagróf (1325–1398), 7 gyermek, többek között:
    - Pfalzi Rupert (1352–1410), I. Rupert néven német király (ur.: 1400–1410)

  - Eufémia (1330 körül–1359) szicíliai régensnő: (1355–1357), nem ment férjhez
  - Jolán (1334 körül–fiatalon)
  - Lajos (1337/38–1355), I. Lajos néven szicíliai király: (1342–1355), nem nősült meg, 2 természetes fiú
  - János (1340 körül–1353)
  - Blanka (1342 körül–1374), férje I. János empúriesi gróf (1338–1398), 1 leány
  - Frigyes (1342–1377), III. Frigyes néven szicíliai király: (1355–1377), 1. felesége Aragóniai Konstancia (1344–1363), 1 leány, 2. felesége Balzo Antónia (1355–1375), gyermeket nem szült, 1 leány az 1 házasságából+1 házasságon kívüli fiú, többek között:
    - (1. házasságából): Mária (1363–1401), I. Mária néven szicíliai királynő: (1377–1401), férje Ifjú Márton, l. fent, 1 fiú:
      - Péter (1398–1400) szicíliai trónörökös: (1398–1400)
- Házasságon kívüli kapcsolatból:
  - Roland (Orlando)
  - Jakab, felesége Johanna

## Külső hivatkozások
- Foundation for Medieval Genealogy/Sicily Kings Genealogy  (Hozzáférés: 2014. szeptember 29.)
- Genealogie Mittelalter/Peter II. König von Sizilien  (Hozzáférés: 2014. szeptember 29.)
- Euweb/House of Barcelona/Sicily Kings Genealogy  (Hozzáférés: 2014. szeptember 29.)
- Sovereigns, Kingdoms and Royal Landmarks of Europe  (Hozzáférés: 2014. szeptember 29.)

| Előző II. Frigyes | Szicília királya 1337 – 1342 | Következő I. (Gyermek) Lajos |